# 格雷丝·麦肯齐
格雷丝·麦肯齐（英語：Grace McKenzie，1903年7月8日—1988年8月），英国女子游泳运动员。她曾代表英国参加1920年和1924年夏季奥林匹克运动会游泳比赛，获得二枚银牌，均来自女子4×100米自由泳接力项目。